# Districte d'Arlesheim

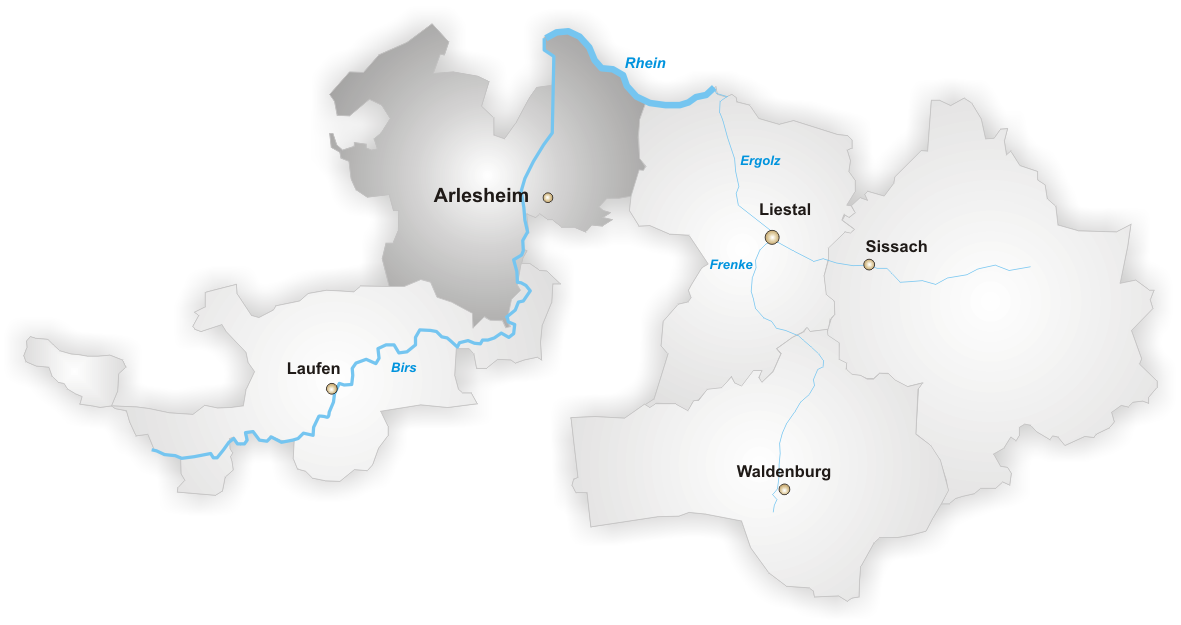
El districte d'Arlesheim

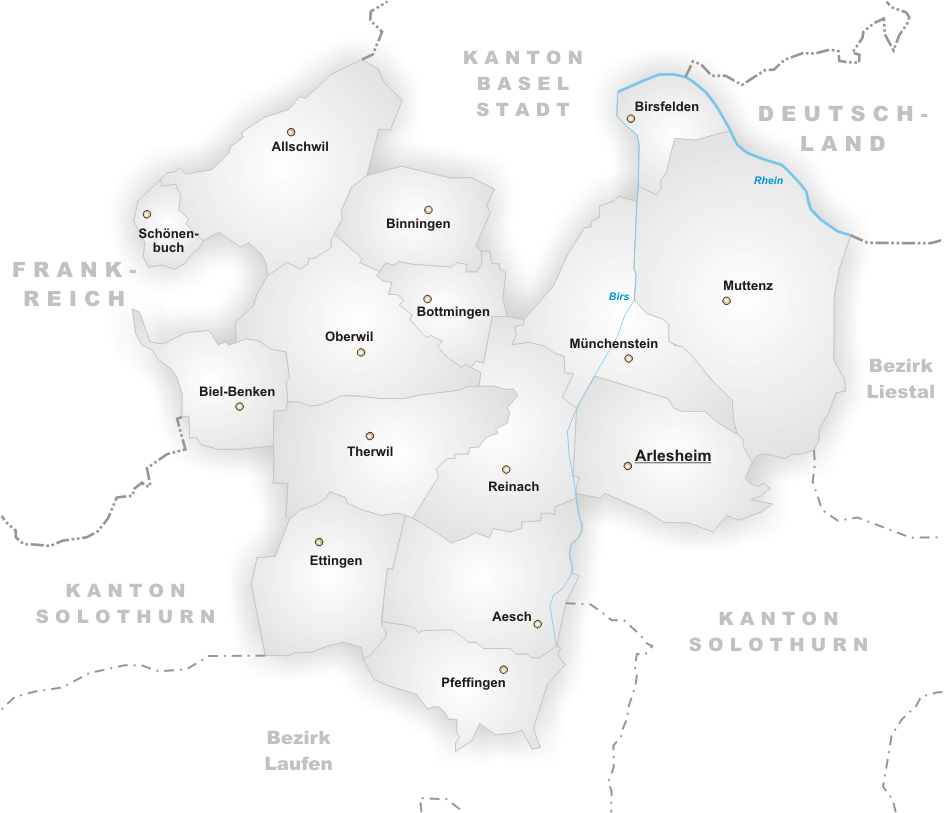
Municipis del districte d'Arlesheim

El districte d'Arlesheim és un dels 5 districtes del cantó suís de Basilea-Camp. Compta amb 147642 (cens de 2007) i una superfície de 96.24. Està format per 15 municipis i el cap cantonal és Arlesheim.
| Escut                   | Municipi     | Habitants (2004) | Superfície en km² |
| ----------------------- | ------------ | ---------------- | ----------------- |
| Aesch                   | Aesch        | 9984             | 7,39              |
| Allschwil               | Allschwil    | 18'351           | 8,92              |
| Arlesheim               | Arlesheim    | 8977             | 6,94              |
| Biel-Benken             | Biel-Benken  | 2885             | 4,12              |
| Wappen von Binningen    | Binningen    | 14'364           | 4,43              |
| Wappen von Birsfelden   | Birsfelden   | 10'379           | 2,52              |
| Bottmingen              | Bottmingen   | 5725             | 2,99              |
| Wappen von Ettingen     | Ettingen     | 4920             | 6,35              |
| Wappen von Münchenstein | Münchenstein | 11'751           | 7,18              |
| Wappen von Muttenz      | Muttenz      | 16'980           | 16,64             |
| Wappen von Oberwil      | Oberwil      | 9877             | 7,88              |
| Wappen von Pfeffingen   | Pfeffingen   | 2126             | 4,89              |
| Wappen von Reinach      | Reinach      | 18'706           | 7,00              |
| Wappen von Schönenbuch  | Schönenbuch  | 1368             | 1,36              |
| Wappen von Therwil      | Therwil      | 9193             | 7,63              |